# FairTax
FairTax - proponowany nowy system podatków federalnych w USA. Miałby zastąpić wszystkie federalne podatki dochodowe. Podatek ma być pobierany raz, w momencie zakupu nowych towarów i usług przez konsumenta ostatecznego. W chwili obecnej zapisy tzw. Fair Tax Act są rozpatrywane przez Kongres Stanów Zjednoczonych. Były prezydent Stanów Zjednoczonych - Barack Obama - nie popierał propozycji wprowadzenia takiego podatku.